# Orisza
Orisza (más átírás szerint Orissza, ill. Odisa) állam India északkeleti részén található. 
Északról az Alsó-Gangesz alföldje, keletről a Bengáli-öböl, délről a Tamilnad-alföld, nyugatról pedig a Keleti-Ghátok határolják. Átlagos tengerszint feletti magassága nem éri el a száz métert.

## Történelem
Az állam írásos történelme kétezer évvel ezelőttig nyúlik vissza. Ekkor a tengeri kereskedelmet magas fokon űző Kalinga birodalom része volt a terület. Ez a birodalom ellenőrizte a kereskedelmi útvonalakat a Bengáli-öbölben, és kikötőket, kereskedelmi telepeket hozott létre egész Délkelet-Ázsiában.
Kr. e. 261-ben hosszú és véres harcok után Asóka, az utolsó jelentős Mauri-dinasztiabeli uralkodó hajtotta uralma alá a területet. E háború után Asóka felhagyott a terjeszkedéssel, elfordult az erőszaktól, és a buddhizmus tanait tette magáévá.
Ezután több dinasztia (pl. a Satavahana-, a Bhaumakara- és a Keleti Ganga-dinasztia) is birtokolta hosszabb ideig a területet.
Ez az állapot egész a 15. századig tartott, amikor egyre erősebb lett a muszlim befolyás. Nagy Akbar mogul sah 1592-ben annektálta a területet, így a Mogul Birodalom részévé vált Orisza.
A mogul uralkodók bukása után a Marathák kezébe került az irányítás.
Ők uralkodtak egész 1804-ig, amikor a britek elfoglalták Oriszát. 1912-ben összekapcsolták Bihár tartománnyal, de 1936-ban újra különváltak. 1949-ben állammá alakult, több körülötte levő, őslakók által lakott területet magába foglalva.

## Földrajz

Orisza zászlaja

Területe 155 707 km², főleg folyóvízi, illetve tengeri üledék borítja. Az üledékekben paleozoikum korából származó gneisz és homokkő található.
Jellegzetes felszíni formái a homokdűnék, amelyeket a szél formált. Ezenkívül a tengerparton lagúnák sorakoznak.
Itt található a Csilka-tó, amely egyike India legnagyobbjainak, sőt a brakktavak közt Ázsia legnagyobbja. Korábban még az Indiai-óceán egy öble volt, de elzárta tőle egy keskeny földsáv. Területe tekintélyes: 65 kilométer hosszú, szélessége 8 és 20 kilométer között változik. Vize sós, őrizve tengeri eredetét. Az évszakok váltakozásával jelentősen változik a vízszint és a sókoncentráció is. Több kisebb sziget tagolja (Krushnaprasad-, Nalaban-, Kalijai-, Somolo-, Honeymoon-, Breakfast- és Birds-sziget), ideális helyszín halászáshoz, vadászáshoz. Fontos területe a vonuló madaraknak, és gazdag növény-, illetve halállománnyal rendelkezik.
Még két fontosabb tó van a területen: a Samang és a Sur; ezek viszont már édesvizűek.
Orisza fő folyói a Mahanadi, a Brahmani, a Baitarani és a Subarnarekha. A tengerparti alföld északi részén e folyók jelentős áradásai alakították ki a Mahanadi-deltát. A Mahanadi folyó 885 kilométer hosszúságával a terület legjelentősebb folyója, Indiában a hatodik leghosszabb. Orisza államban 494 kilométer hosszan kanyarog. Cshattíszgarh államban ered, keresztülfolyik a Keleti-Gatt hegységen, és a Bengáli-öbölbe ömlik Kattak város közelében. Vízgyűjtő területe 141 600 négyzetkilométer, Oriszában ebből 65 580 négyzetkilométer található. Fő mellékfolyói a Tel és a Hasdo. 1956-ban fejezték be a Sambalpur közeli Hirakud-gát építését, amivel szabályozták a Mahanadi folyó áramlását, illetve elektromos áram termelésére is felhasználják a folyót.
A Brahmani folyó a második legnagyobb folyója Oriszának 799 kilométeres teljes hosszával, amiből az államra 541 kilométer jut. A Chota Nagpur-felföldön ered. Három folyó összefolyásából alakult ki, ezek a Sankh, a Koel és a Vyasa.
Összesen hat nagyobb folyó folyik erre, jelentős szerepet töltve be a terület formálásában, élelmezésében, erre utalnak a síkság elnevezései: Hexadeltaic region és Gift of Six Rivers.

## Védett területek
A környék sokszínű állat- és növényvilágát hivatott megóvni a Simlipal Nemzeti Park. 
A park 320 kilométerre található Bhubaneswar városától. Területe 2750 km².
A parkban 12 folyó kanyarog, ezek a felföldről lejőve csodaszép vízeséseket alakítottak ki. A két legnagyobb a Barehipani-vízesés 400 méteres, illetve a Joranda-vízesés 150 méteres esésével.
A park igen gazdag növényállománnyal rendelkezik: csak orchideából 82 faj található a területén.
Az állatvilágát az Indiára jellemző fajok adják. A legfontosabbak: elefántok, erdei szarvasok, leopárdok, bivalyok, majmok, krokodilok. A madarak 200-nál is több fajjal képviseltetik magukat.
1973-ban, a program indulásakor, csatlakozott a „Tigris-projekt”-hez, amely az erősen megfogyatkozott indiai tigrisállomány életben tartását tűzte ki céljául. Eddig 95 tigris lelt otthonra a parkban. Ezek főleg a park 850 km²-es központi területén élnek.
Az államban található másik nemzeti park a Nandan Kanan Nemzeti Park, 20 kilométerre található Bhubaneswartól. A park alapításának érdekes története van. Az ötletet a National Geographic magazin adta, egy eset után, amikor egy vadon élő nőstény tigris bement az állatkertbe, ott talált egy ketrecbe zárt másik tigrist, és mellette maradt.
Ma már legalább 34 fehér tigris van a parkban. Egyéb állatok az ázsiai oroszlán, oroszlánfarkú makákó, törpeszarvas, krokodil. A turisták több érdekes programból választhatnak, részt vehetnek egy tigrisszafarin, megtekinthetik a botanikus kertet vagy az akváriumot, esetleg hajóutat tehetnek a Kanjia-tavon.

## Lakosság
A vallási megosztottság az államban (2011)
Orisza lakossága a 2011-es népszámlálás szerint közel 42 millió fő volt, ami állami szinten 270 fő/km²-nek felelt meg.
Az állam hivatalos nyelve az orija nyelv, de beszélik még a hindit és a dravida nyelveket is.
| Nyelvek                       | Nyelvek  | Nyelvek | Nyelvek | Nyelvek |
| ----------------------------- | -------- | ------- | ------- | ------- |
| Nyelvek                       |          |         |         | fő      |
| Orija                         | Orija    |         | 83,2%   | 83,2%   |
| Hindi                         | Hindi    |         | 2,8%    | 2,8%    |
| Kui                           | Kui      |         | 2,5%    | 2,5%    |
| Telugu                        | Telugu   |         | 1,9%    | 1,9%    |
| Szantali                      | Szantali |         | 1,9%    | 1,9%    |
| Urdu                          | Urdu     |         | 1,7%    | 1,7%    |
| Bengáli                       | Bengáli  |         | 1,3%    | 1,3%    |
| más                           | más      |         | 4,7%    | 4,7%    |
| A 2001. évi felmérés szerint. |          |         |         |         |

Vallásilag a lakosság zöme hindu, de vannak kisebb keresztény és muszlim közösségek is.

## Éghajlat
Orisza éghajlata meleg, a decemberi középhőmérséklet 21 °C, a májusi 33 °C körül alakul, de a meleg időszakokban nem ritka, hogy 40 °C fölé kúszik.
Az évi átlagos csapadék 1800 mm, a legcsapadékosabbak az északi területek.
Az októbertől decemberig tartó monszunidőszakban a parti területeken gyakran pusztítanak a Bengáli-öböl felől érkező ciklonok. 1999-ben egy kivételesen erős szélvihar 10 000 embert ölt meg és több mint 1 000 000-t tett hajléktalanná.
Az éghajlat kedvez a trópusi betegségek megjelenésének, a parton található városokban – száraz és nedves évszakban egyaránt – jelen vannak a sárgalázat terjesztő Aedes-szúnyogok (Aedes aegypti).

## Gazdaság
A régió termékeny vörös és fekete talajokkal rendelkezik.
Az itteniek fő terménye a rizs, de jellemző az olajos és a hüvelyes növények termesztése is. Az öntözési programok hatására lehetővé vált, hogy évente kétszer aratást végezzenek a földeken. Egyéb jelentős mezőgazdasági termékeik még a gyapot, a dohány és a cukornád.
Az állatok közül fontos az elmaradhatatlan tehén, valamint a juh és a kecske. Jelentős a halászat; a kifogott halak nagy része exportra kerül.

## Körzetek
| Kód | Körzet                  | Székhely       | Népesség (2001) | Terület (km²) | Népsűrűség (/km²) |
| --- | ----------------------- | -------------- | --------------- | ------------- | ----------------- |
| AN  | Angul                   | Angul          | 1 139 341       | 6,347         | 180               |
| BD  | Boudh (Bauda)           | Boudh          | 373,038         | 4,289         | 87                |
| BH  | Bhadrak                 | Bhadrak        | 1 332 249       | 2,788         | 478               |
| BL  | Bolangir (Balangir)     | Balangir       | 1 335 760       | 6,552         | 204               |
| BR  | Bargarh (Baragarh)      | Bargarh        | 1 345 601       | 5,832         | 231               |
| BW  | Baleswar (Balasore)     | Baleswar       | 2 023 056       | 3,706         | 546               |
| CU  | Cuttack                 | Kattak         | 2 340 686       | 3,915         | 598               |
| DE  | Debagarh (Deogarh)      | Debagarh       | 274,095         | 2,781         | 99                |
| DH  | Dhenkanal               | Dhenkanal      | 1 065 983       | 4,597         | 232               |
| GN  | Ganjam                  | Chhatrapur     | 3 136 937       | 8,033         | 391               |
| GP  | Gajapati                | Paralakhemundi | 518,448         | 3,056         | 170               |
| JH  | Jharsuguda              | Jharsuguda     | 509,056         | 2,202         | 231               |
| JP  | Jajapur (Jajpur)        | Jajpur Town    | 1 622 868       | 2,885         | 563               |
| JS  | Jagatsinghpur           | Jagatsinghpur  | 1 056 556       | 1,759         | 601               |
| KH  | Khordha                 | Khordha        | 1 874 405       | 2,888         | 649               |
| KJ  | Kendujhar (Keonjhar)    | Kendujhar      | 1 561 521       | 8,336         | 187               |
| KL  | Kalahandi               | Bhawanipatna   | 1 334 372       | 8,197         | 163               |
| KN  | Kandhamal               | Phulbani       | 647,912         | 6,004         | 108               |
| KO  | Koraput                 | Koraput        | 1 177 954       | 8,534         | 138               |
| KP  | Kendrapara              | Kendrapara     | 1 301 856       | 2,546         | 511               |
| ML  | Malkangiri              | Malkangiri     | 480,232         | 6,115         | 79                |
| MY  | Mayurbhanj              | Baripada       | 2 221 782       | 10,418        | 213               |
| NB  | Nabarangpur             | Nabarangapur   | 1 018 171       | 5,135         | 198               |
| NU  | Nuapada                 | Nuapada        | 530,524         | 3,408         | 156               |
| NY  | Nayagarh                | Nayagarh       | 863,934         | 3,954         | 218               |
| PU  | Puri                    | Puri           | 1 498 604       | 3,055         | 491               |
| RA  | Rayagada                | Rayagada       | 823,019         | 7,585         | 109               |
| SA  | Sambalpur               | Sambalpur      | 928,889         | 6,702         | 139               |
| SO  | Subarnapur (Sonepur)    | Subarnapur     | 540,659         | 2,284         | 237               |
| SU  | Sundargarh (Sundergarh) | Sundargarh     | 1 829 412       | 9,942         | 184               |

## Városok
A lakosság nagy része falvakban lakik; a városok indiai mércével nem számítanak nagynak. A legnagyobb városok:
Bhuvanesvar (lakosság 2001-ben, 657 477), Kattak (2001, 587 637), Brahmapur (1991, 210 418); Gondia (1991, 109 470); Haldia (1991, 100,347); Raurkela (2001, 484,292) és Sambalpur (2001, 226 966).
Bhuvanesvar, az állam fővárosa a Kalkutta és Csennai között fekvő főúton fekszik, így jelentős közlekedési csomópont. A belvárosát 1948 után építették, mesterséges várostervezéssel. Ekkor vette át a fővárosi feladatokat Kattaktól. A régi városrész változatos és gazdag, mutatva a város hosszú történetét, ami egészen az 5. századig nyúlik vissza. Ekkor hindu tartományi székhely volt. A 7. és a 11. század közt a Kalinga Birodalom székhelye volt.
Bhubaneswar fontos turista- és zarándokcélpont. Több mint 30 templom található a városban (ezek a 6–13. század közt épültek). A közelben található dzsainista és buddhista szentélyek bizonyítják, hogy a terület a Kr. e. 2. századtól lakott.
A városban ezenkívül található egy egyetem, ahol agrártudományi és műszaki oktatás folyik, valamint egy repülőtér is.
Kuttak a Mahanadi folyó partján található. Az Oriszát behálózó csatornarendszer központjának nevezhetjük. E csatornarendszer funkciója kettős: egyaránt szolgál öntözésre és szállításra is. Nem messze a várostól található a deltarendszer, amelyen keresztül a Mahanadi és a Brahmani a Bengáli-öbölbe ömlik. A folyók közelében a terület homokos, iszapos, de a belső területek már dombsági jellegűek. Miképpen az állam többi részén, ezen a területen is a legfontosabb mezőgazdasági termény a rizs.
Az ipar két fontos ága a bőr- és az ezüstmegmunkálás.
A város fontos oktatási központ, van egészségügyi és mérnöki iskolája. Ami viszont igazán oktatási központtá teszi, az a Ravenshaw College. 1868-ban alapították, ekkor még csak 6 diákja volt. A történelmi változásokkal az intézmény is többfajta fennhatóság alá tartozott, először a kalkuttai, majd a bihári, most pedig a bhubaneswari egyetem alá. Nevét egy brit hivatalnokról kapta, aki nagyon sokat tett azért, hogy ez az intézmény létrejöhessen. Kattak volt Orisza tartomány székhelye a brit uradalom alatt, és India függetlensége után Orisza államé is 1956-ig.

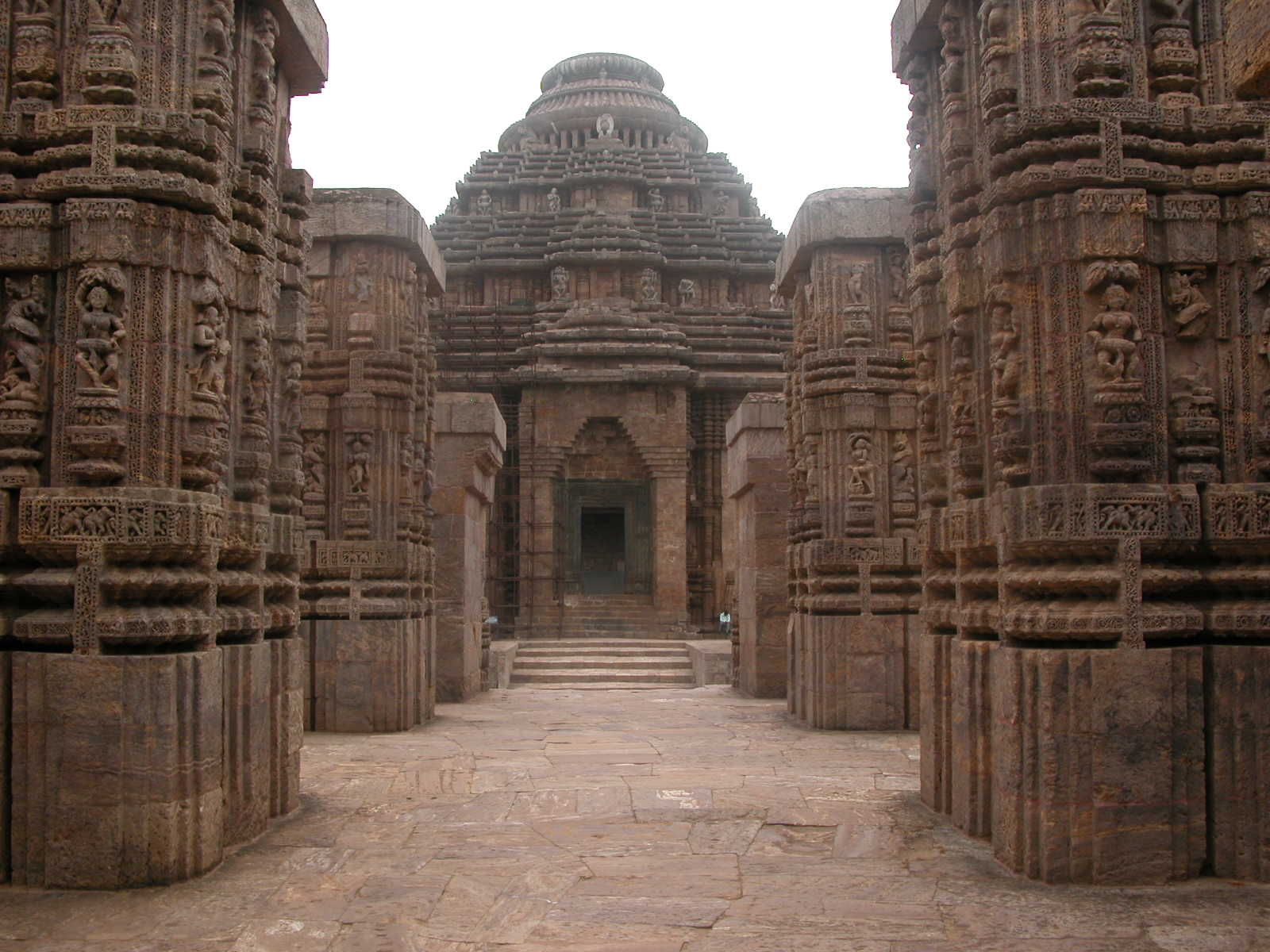
A Konáraki naptemplom bejárata

Puri (ritkábban használt nevén Jagannath) a Bengáli-öböl partján fekszik. Kereskedelmi és logisztikai központ. Iparában fontos szerepet játszik a rizs- és halfeldolgozás, valamint a kézműipar.
A városban található egy 12. századi Visnu-templom, ami évente hindu zarándokok ezreit vonzza a városba.

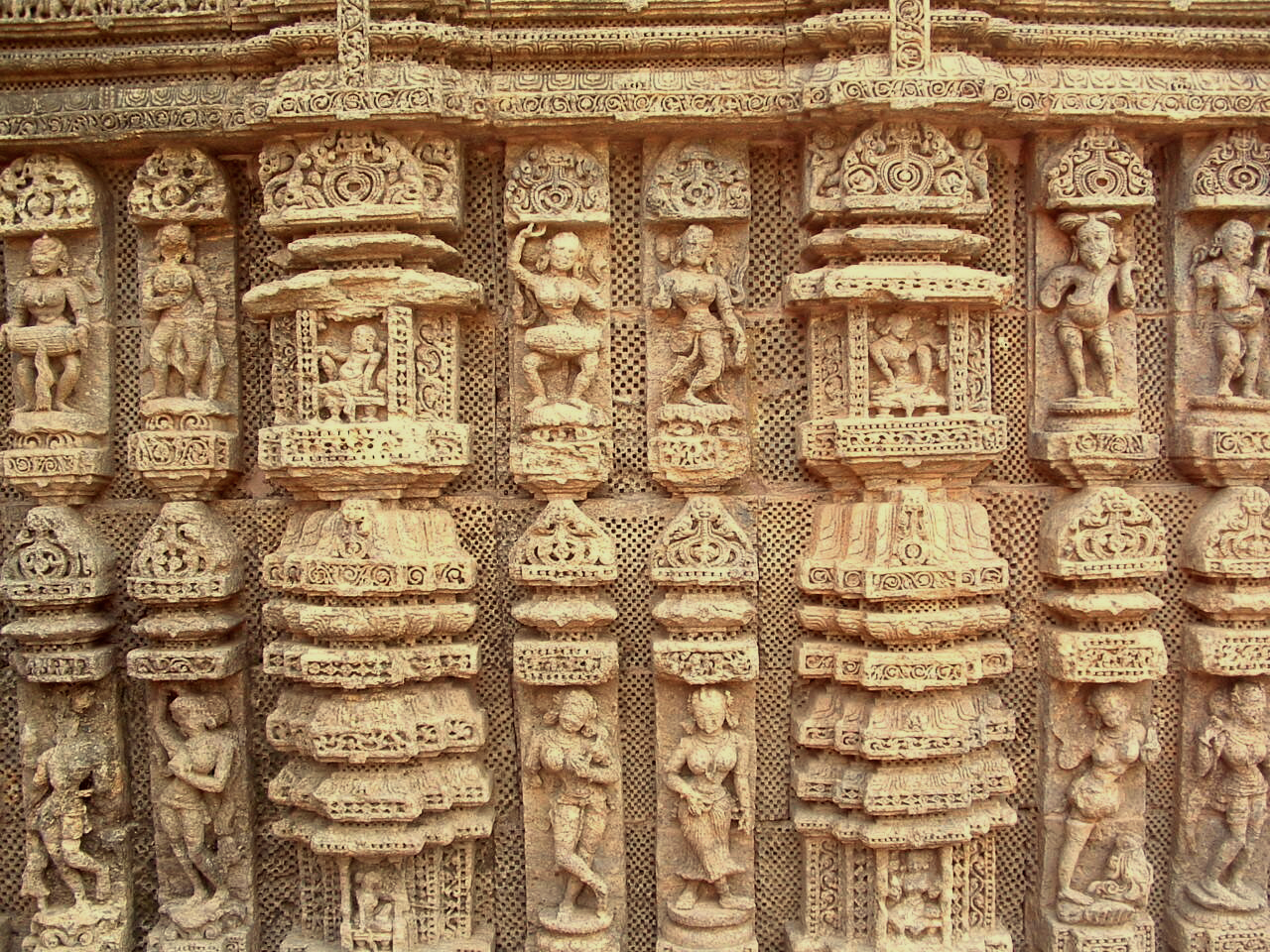
Konáraki kőfal

Purihoz közel található Konárak, ahol egy 13. századi templom van. A templom közvetlenül az öböl partján található, és a napistennek, Szúrjának szentelték. A tengerészek tájékozódási pontként használták és „fekete pagodának” hívták. A templomkomplexum a Keleti Ganga-dinasztia uralkodója, I. Naraszimhadéva (1238–1264) időszaka alatt épült ki. A főtemplomot Szúrja szekerének tartják, amellyel keresztülutazott az égen. Az oldalakon óriási talapzaton előcsarnok van, valamint egy torony, 24 darab kerékkel, amelyek egyenként közel 3 méter magasak, és egy-egy kereket nyolc küllővel és segédküllővel osztottak egyforma cikkekre. A torony csonka maradt, soha nem fejezték be a megépítését. Az előteret színes képek és szobrok borítják Szúrjáról, táncoló nőkről, valós és képzeletbeli állatokról, valamint erotikus pózokat felvevő párokról. A komplexumhoz tartozik még a tánccsarnok, több szentély és egy nagy, szabadon álló szobor. Az egészet egy magas fal veszi körül, ami körbezárja a 265 m × 165 m-es téglalap alakú területet. Az UNESCO felvette a Világörökségek közé 1984-ben.

## Kultúra, látnivalók

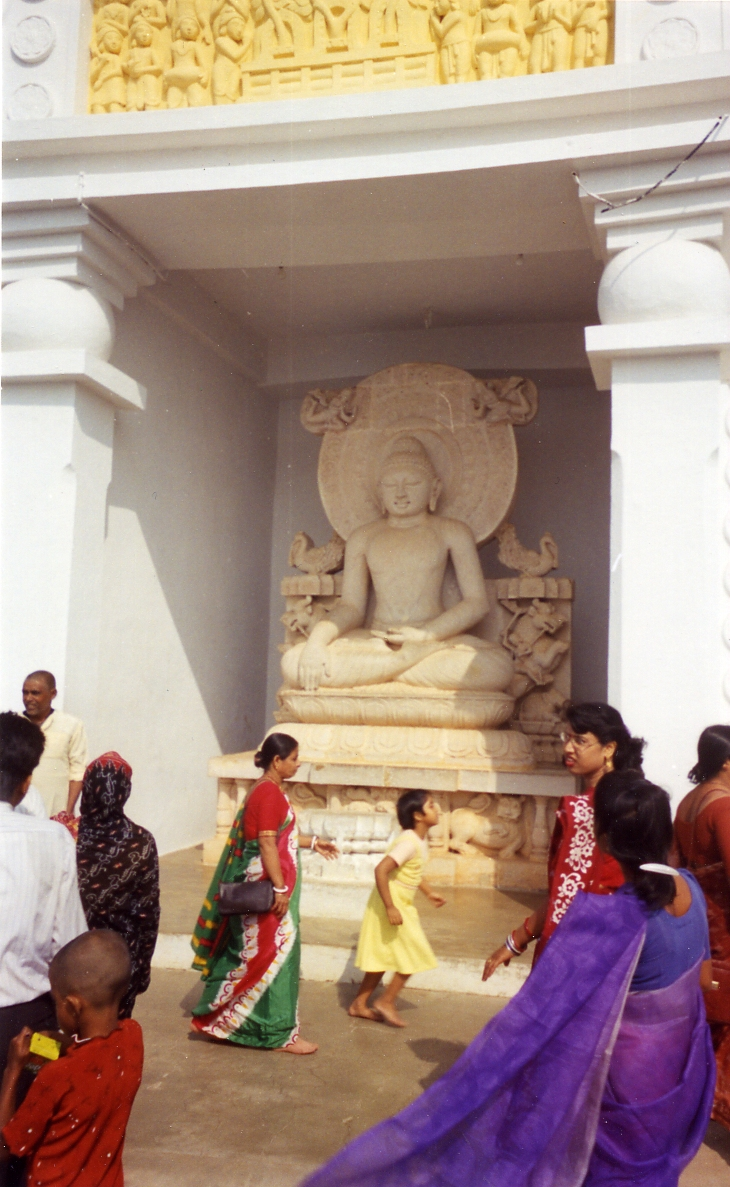
Buddha szobra egy szentélyben

Az állam kulturálisan színes, pezsgő. Innen származik az egyik legrégibb klasszikus indiai tánc, az orisszi. Jelentős számú múzeum található itt. Az Oriszai Állami Múzeum Bhubaneswarban található, gazdag gyűjteménnyel rendelkezik szobrokból, pénzérmékből, réztányérokból, vértekből, pálmafalevelekre írt szövegekből, bronzkori használati tárgyakból, geológiai leletekből és népi hangszerekből és eszközökből. Még két múzeum található Bhubaneswarban: az egyik a Kézműipari Múzeum, amely helyiek által készített tárgyakat tár a látogatók elé, a másik pedig a Regionális Tudományos Központ, amely 1989 óta várja a tudomány és technika újdonságai iránt érdeklődőket.
Puriban két múzeum található, a Puri Múzeum és a Régészeti Múzeum. Az előbbi 1992-ben nyílt meg, és fotók, rajzok, nyomtatványok, festmények találhatóak a kínálatában. Az utóbbit 1968-as alapították, és főleg a konáraki naptemplomhoz kapcsolódó leletekkel foglalkozik, illetve azt próbálja rekonstruálni, milyen is volt az élet a 13. században.